# Tomatolix
Tomatolix (* 25. November 1993 in Mönchengladbach; bürgerlich Felix Michels) ist ein deutscher Webvideoproduzent. Auf seinem YouTube-Kanal betreibt er Aufklärung durch Selbstexperimente.

## Werdegang
Am 14. September 2010 erstellte Felix Michels seinen YouTube-Kanal Tomatolix mit Kurzfilmen, Sketchen und einer eigenen Talkshow. Größere Reichweiten erzielte er schließlich mit seinen Formaten Selbstexperimente und 1 Tag..., wo er einen Tag lang einen Beruf ausprobiert. Nach seinem Abitur zog er nach Köln und arbeitete von 2014 bis 2018 bei Mediakraft Networks in Köln als Produzent und Editor. 2017 beendete Michels eine Ausbildung als Mediengestalter Bild und Ton am Georg-Simon-Ohm-Berufskolleg in Köln. Des Weiteren wirkte er 2019 in der Webserie Haus Kummerveldt als Schauspieler mit. Zudem betrieb er zusammen mit der Autorin Lisa Sophie Laurent und Aron David bis Ende 2020 den Podcast Und bei euch so? 2025 war er Teil der auf YouTube ausgestrahlten Dokureihe YouTube Deutschland, in der 17 Creator über die Entwicklung von YouTube erzählen.

## Auszeichnungen
- Deutscher Webvideopreis 2017 in der Kategorie Journalism[8][9][10]
- YouTube Goldene Kamera Digital Award 2018 in der Kategorie „Review & Information“[11]
- Datenschutzmedienpreis DAME 2019[12]

## Veröffentlichungen
- 2018: Wie man mit Wäscheklammern sein Leben auf die Reihe bekommt: Die besten Lifehacks, Fragen und Antworten aus So geht das, Ullstein Buchverlage, ISBN 978-3-548-37757-5, zusammen mit  Kimberley Unger